# Bentley 3 Litre
Bentley 3 Litre — спорткар от Bentley Motors представленный в 1919 году. Это был большой и тяжёлый (1800 кг) автомобиль. Но тем не менее в 1924 году гонщики Джон Дафф и Клемент Франк выиграли гонку «24 часа Ле-Мана». А в 1927 году пилоты S. C. H. «Sammy» Davis and Dudley Benjafield выиграли гонку на этом автомобиле в класс Супер Спорт. За размер и скорость Bentley 3 Litre Этторе Бугатти прозвал его «самым быстрым грузовиком в мире».

## Технические характеристики
Bentley 3 Litre оснащался рядным 4-цилиндровым двигателем. Это был один из первых двигателей с 4 клапанами на цилиндр, с двумя свечами зажигания на цилиндр и имел сдвоенные карбюраторы. Двигатель был оптимизирован для низкого крутящего момента. Диаметр цилиндра составлял 80 мм, а ход — 149 мм. Для повышения прочности, блок двигателя и головка цилиндра отливались как единое целое.
Двигатель Bentley 3 Litre выдавал мощность около 70 л. с. (52 кВт). Это позволяло развивать скорость до 136 км/ч.
Коробка передач была четырёхступенчатой.
На ранних версиях Bentley 3 Litre тормоза устанавливались только на задние колеса, а с 1924 года — на все четыре колеса.

## Галерея

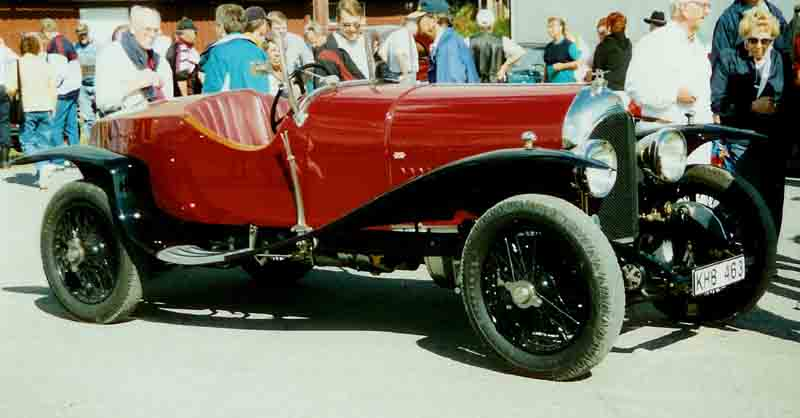
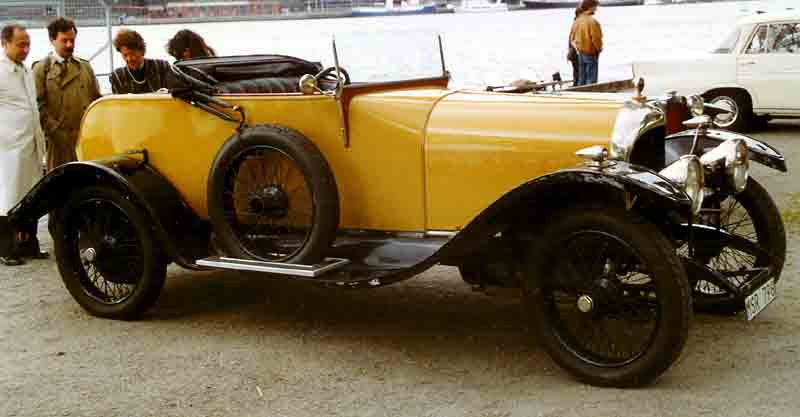
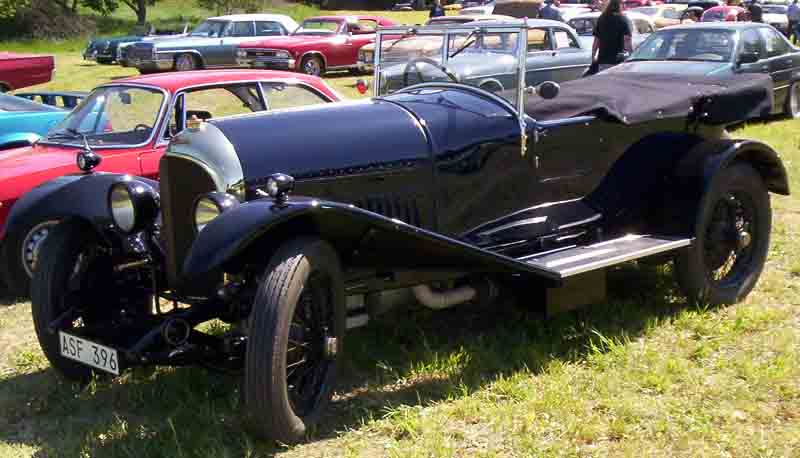
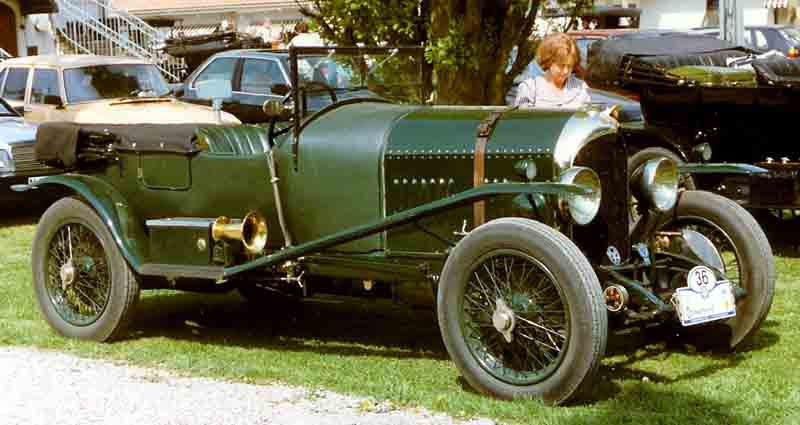